# 14365 Jeanpaul
14365 Jeanpaul è un asteroide della fascia principale. Scoperto nel 1988, presenta un'orbita caratterizzata da un semiasse maggiore pari a 2,6780618 UA e da un'eccentricità di 0,2308735, inclinata di 4,97655° rispetto all'eclittica.